# 小鲤
小鲤（学名：Cyprinus micristius）为輻鰭魚綱鯉形目鲤科鲤属的鱼类，俗名马边鱼、菜呼、麻鱼，被IUCN列為極危保育類動物，在中国，分布于云南滇池、抚仙湖、星云湖等，體長在10公分左右。该物种的模式产地在云南昆明。

## 亚种
- 抚仙小鲤（学名：Cyprinus micristius fuxianensis），Yang et al.于1977年命名，俗名菜呼、麻鱼，是中国的特有物种。分布于抚仙湖、星云湖等。该物种的模式产地在云南抚仙湖和星云湖。[4]
- 小鲤指名亚种（学名：Cyprinus micristius micristius），Regan于1906年命名，俗名马边鱼、菜呼、麻鱼，是中国的特有物种。分布于云南滇池等，属于中下层鱼类。其多栖息于静水水体多水草的地区。该物种的模式产地在云南。[5]

## 外部連結
- 小鲤的圖片 （页面存档备份，存于）

## 扩展阅读
維基物種上的相關：小鲤